# Hidrocentrala Sima
Hidrocentrala Sima este localizată în partea de sud a Norvegiei, în comuna Eidfjord.